# Кломифен
Кломифен — международное непатентованное название препарата Клостилбегит. 
Клостилбегит — антиэстрогенное средство, которое избирательно блокирует связывание эстрадиола с рецепторами в гипоталамусе и яичниках, что приводит к стимуляции овуляции за счет угнетения обратной отрицательной связи и усиления продукции гонадотропинов (ФСГ, ЛГ, пролактина).

## Показания к применению
- стимуляция овуляции при ановуляторных циклах
- лечение нарушений овуляции при недостаточности функции гипоталамуса
- вторичная аменорея различной этиологии
- олигоменорея
- дисфункциональные маточные кровотечения
- галакторея не онкологического происхождения
- синдром Штейна-Левенталя
- олигоспермия
- синдром Киари-Фроммеля

## Противопоказания
- повышенная чувствительность к компонентам препарата
- беременность или подозрение на неё
- нарушения функции печени
- кисты яичников
- злокачественные новообразования половых органов
- первичная гипофункция гипофиза
- маточные кровотечения неустановленной этиологии

## Способ применения и дозы
Схема применения препарата подбирается индивидуально в соответствии с чувствительностью (реактивностью) яичников больных. При циклических кровотечениях лечение рекомендуется начинать с 5 дня цикла.
Клостилбегит назначают по 50 мг в сутки в течение 5 дней, при этом исследуют реакцию яичников с помощью лабораторных и клинических методов. Овуляция обычно наступает на 11-15-й день цикла. При отсутствии эффекта Клостилбегит назначают с 5-го дня следующего менструального цикла в дозе 100 мг в сутки в течение 5 дней. Если и эта попытка не сопровождается успехом, то лечение Клостилбегитом в дозе 100 мг повторяют ещё один цикл. Если овуляция отсутствует, то подобный трехмесячный курс (с использованием суточной дозы в 100 мг) проводят ещё раз после трехмесячного перерыва, после чего продолжать лечение Клостилбегитом не рекомендуют. Общая доза Клостилбегита в течение цикла не должна превышать 750 мг.
При олигоспермии Клостилбегит назначают в дозе 50 мг 1-2 раза в сутки в течение 6 недель под систематическим контролем спермограммы.

## Побочное действие
Лечение Клостилбегитом в больших дозах может вызывать головокружение, головную боль, тошноту, иногда рвоту, также могут возникнуть депрессия, повышенная утомляемость, беспокойство, бессонница, увеличение массы тела, боли внизу живота, «приливы», сходные с симптомами менопаузального периода. Гипертермия и нарушение зрения проходят после прекращения лечения. Возможно возникновение синусовой тахикардии, тромбофлебита и др.
При приеме кломифена в рекомендуемых дозах увеличение размеров яичников возникает редко. При продолжительном лечении большими дозами может наблюдаться увеличение яичников и кистозная трансформация. В этом случае лечение должно быть приостановлено до тех пор, пока размер яичников не станет исходным. Продолжительность дальнейшего лечения должна быть уменьшена и доза препарата должна быть снижена. Увеличение яичников и кистозная трансформация, возникшие в результате лечения кломифеном проходят самостоятельно в течение нескольких дней или недель после отмены препарата. При продолжительном лечении может возникнуть обратимое выпадение волос. Редко возникают крапивница, аллергический дерматит, боль в области груди, дисменорея. Возрастает вероятность развития многоплодной беременности во время лечения. У мужчин — болезненность в области яичек.

## Передозировка
Симптомы: тошнота, рвота, приливы, нарушение зрения, боли в животе.
Лечение: В случае передозировки проводят симптоматическое лечение.

## Особые указания
Больным, получающим Клостилбегит, рекомендуется проводить контроль функции печени. До начала лечения женщинам следует провести тщательное гинекологическое обследование. Лечение эффективно при нормальном или сниженном уровне общей экскреции гонадотропинов, пальпаторно не изменённом статусе яичников, также при скорригированной функции щитовидной железы и надпочечников. При отсутствии овуляций до начала лечения Клостилбегитом должны быть устранены другие причины бесплодия или проведено соответствующее лечение.
При увеличении яичников или их кистозной трансформации лечение должно быть приостановлено до нормализации их размеров. В этих случаях терапия может быть продолжена с использованием минимальных доз или более короткого периода терапии. В связи с трудностями определения времени овуляции, а также с недостаточностью функции жёлтого тела, после лечения кломифеном рекомендуется профилактическое назначение прогестерона. Клостилбегит применяют только при постоянном гинекологическом наблюдении.
Клостилбегит обладает ярко выраженным антиэстрогенным действием. И потому — препарат лучше не принимать женщинам с проблемами роста эндометрия. После трех неудачных курсов клостилбегита (с постепенным увеличением дозировки) при отсутствии овуляции, либо полного отсутствия роста фолликулов следует провести дополнительное обследование организма и пересмотреть методы лечения.
Клостилбегит не рекомендуется принимать более 5-6 раз в жизни. Последствия злоупотребления препаратом могут быть достаточно плачевными и грозить женщине «ранним истощением яичников» (или «ранним климаксом»). При подобном диагнозе дальнейшее лечение бесплодия с собственными яйцеклетками женщины может оказаться под очень большим вопросом, а в некоторых случаях — просто невозможным. В подобных случаях очень часто единственным выходом из ситуации остается только — ЭКО с донорской яйцеклеткой.
Влияние на способность управлять автотранспортом и другими механизмами В связи с преходящими нарушениями зрения в начале лечения Клостилбегитом не рекомендуется управление транспортными средствами, а также специальной техникой.